# Maison d'Évreux-Navarre
La maison d'Évreux, puis maison d'Évreux-Navarre est une branche cadette de la dynastie capétienne, issue de Louis d'Évreux (1276-1319), fils du roi Philippe III le Hardi et demi-frère du roi Philippe IV le Bel, qui lui fit don en apanage du comté d'Évreux en 1298.
Son fils Philippe d'Évreux épousa Jeanne de France, fille unique du roi Louis X. Après l'extinction des Capétiens directs en 1328, Philippe et Jeanne montèrent sur le trône de Navarre, fondant ainsi la maison d'Évreux-Navarre. Les intrigues de leur fils Charles II le Mauvais entraînèrent la commise (confiscation) du comté d'Évreux, mais le fils de celui-ci, Charles III, reçut le duché de Nemours en compensation. Il n'eut que des filles.
Une branche cadette mais illégitime possédant le comté de Beaumont-le-Roger, s'installa en Espagne et s'éteignit en 1588. Il y avait encore des cadets de la branche de Beaumont en 1618.

Domaines des Évreux-Navarre (vert clair) sous Charles II le Mauvais.

## Arbre généalogique
En caractères gras les membres de la dynastie.
: souverains de Navarre
: autres souverains

Le lien de parenté entre les Évreux, les Bourbons et les Valois.

Armoiries des comtes capétiens d'Évreux.

- Louis (1276-1319), comte d'Évreux × Marguerite d'Artois
  - Marie (1303-1335) × Jean III, duc de Brabant
  -  Philippe III (1305-1343) comte d'Évreux, roi de Navarre ×  Jeanne II, reine de Navarre
    - Jeanne (1325-1387), nonne à Longchamp
    -  Marie (1330-1347) ×  Pierre IV, roi d'Aragon
    -  Charles II (1332-1387), roi de Navarre × Jeanne de Valois, x (a) (ill.) Catalina de Lizaso, x (b) (ill.) Catalina de Esparza
      -  Charles III (1361-1425), roi de Navarre × Éléonore de Castille
        - Jeanne (1382-1413) × Jean Ier, comte de Foix
        -   Blanche Ire (1385-1441), reine de Navarre × 1)  Martin Ier, roi de Sicile, x 2)  Jean d'Aragon, duc de Peñafiel
          - 2)  Charles (IV) (1421-1461), prince de Viane, x Agnès de Clèves, x (a) (ill.) Marie de Armendariz, x (b) (ill.) Brianda de Vega
            - (a) (illégitime) Anne de Navarre (1451-1477), x Luis de la Cerda, comte de Medinaceli
            - (b) (illégitime) Philippe d'Aragon de Navarre (1456-1488), archevêque de Palerme

          - 2)  Blanche (II) (1424-1464), x Henri, prince des Asturies
          - 2)  Éléonore (1426-1479), reine de Navarre, x Gaston IV, comte de Foix
            - suite des rois de Navarre (maison de Foix)

        - Marie (1383/1384-1406)
        - Béatrice (1386-1407) × Jacques II de Bourbon, comte de la Marche
        - Isabelle (1396-1444) × Jean IV, comte d'Armagnac
        - Charles (1397-1402)
        - Louis (1399-1400)
        - Marguerite (1402/1403-avant 1406)
        - (illégitime) Lancelot de Navarre (1386-1420), patriarche latin d'Alexandrie
        - (illégitime) Godefroi de Navarre (1394 - ?), maréchal de Navarre
        - (illégitime) Jeanne de Navarre, x Iñigo Ortiz de Zuñiga
        - (illégitime) Jeanne de Navarre, x Louis Ier de Beaumont, comte de Lerin

      - Philippe (1363-mort en bas âge par accident)
      - Marie (1365-après 1420) × Alphonse d'Aragon, duc de Gandie
      - Pierre (1366-1412), comte de Mortain × Catherine d'Alençon
      - Isabelle (1367-1376)
      - Blanche (1369-1385)
      -  Jeanne (1370-1437) × 1) Jean IV, duc de Bretagne, x 2)  Henri IV, roi d'Angleterre
      - Bonne (1373-1383)
      - (a) (illégitime) Leonel de Navarra (1377-1413)
        - maison de Navarra (vicomtes de Muruzabal, maréchaux de Navarre)

      - (b) (illégitime)  Jeanne de Navarre (1380-?) x Jean de Béarn, gouverneur de Lourdes

    -  Blanche (1331-1398) ×  Philippe VI, roi de France
    - Agnès (1334-1396) × Gaston III Fébus, comte de Foix
    - Philippe (1336-1363), comte de Longueville × Yolande de Flandre
    - Jeanne (1339-1403) × Jean Ier, vicomte de Rohan
    - Louis (1341-1376), comte de Beaumont-le-Roger × Jeanne de Durazzo, duchesse de Durazzo, x (ill.) Marie de Lizarazu
      -  (illégitime) Charles de Beaumont (1361-1432), porte-étendard de Navarre
        - maison de Beaumont (comtes de Lerin, connétables de Navarre)

      - (illégitime) Jeanne de Beaumont x Pes de Laxague

  - Charles (1306-1336), comte d'Étampes × Marie de la Cerda
    - Louis (1336-1400), comte d'Étampes × Jeanne de Brienne
    - Jean (1336-après 1373)

  - Marguerite (vers 1307-1350) × Guillaume XII, comte d'Auvergne
  -  Jeanne (avant 1310-1371) ×  Charles IV, roi de France